# Persone di nome Dominique
| Questa pagina contiene informazioni ricavate automaticamente dalle voci biografiche con l'ausilio del template Bio e di un bot. L'aggiornamento è periodico e automatico e ricostruisce completamente la pagina. Se manca una persona in questa lista, sei pregato di non aggiungerla, ma accertati piuttosto che la sua voce biografica contenga il template Bio e che i dati anagrafici siano correttamente compilati. Se il template Bio manca, inseriscilo tu stesso o, in alternativa, metti l'avviso {{tmp\|Bio}} che ne segnala la mancanza. Se i dati riportati sono sbagliati, correggi direttamente la voce biografica; le modifiche saranno visibili in questa lista entro pochi giorni. Per chiarimenti vedi il progetto antroponimi. La lista contiene solo le 192 persone che sono citate nell'enciclopedia e per le quali è stato implementato correttamente il template Bio. Pagina aggiornata al 22 lug 2025. |

Questa è una lista di persone presenti nell'enciclopedia che hanno il nome Dominique, suddivise per attività principale.

## Allenatori di calcio(4)
- Dominique Arribagé, allenatore di calcio e ex calciatore francese (Suresnes, n. 1971)
- Dominique Bathenay, allenatore di calcio e ex calciatore francese (Pont-d'Ain, n. 1954)
- Dominique Bijotat, allenatore di calcio e ex calciatore francese (Chassignoles, n. 1961)
- Dominique Wacalie, allenatore di calcio e ex calciatore (Lifou, n. 1982)

## Architetti(1)
- Dominique Perrault, architetto e urbanista francese (Clermont-Ferrand, n. 1953)

## Arcivescovi cattolici(1)
- Dominique Lebrun, arcivescovo cattolico francese (Rouen, n. 1957)

## Artiste(1)
- Dominique Provost-Chalkley, artista britannica (Bristol, n. 1990)

## Artisti(1)
- ERO, artista statunitense (New York, n. 1967 - New York, † 2011)

## Attivisti(1)
- Dominique Régère, attivista francese (Bordeaux, n. 1816 - Parigi, † 1893)

## Attori(4)
- Dominique Besnehard, attore, produttore cinematografico e produttore televisivo francese (Bois-Colombes, n. 1954)
- Dominique Horwitz, attore francese (Parigi, n. 1957)
- Dominique Pinon, attore francese (Saumur, n. 1955)
- Dominique Viriot, attore francese (n. 1948)

## Attori pornografici(1)
- Dominique Aveline, attore pornografico francese (Garches, n. 1940 - Poitiers, † 2009)

## Attrici(17)
- Dominique Blanc, attrice francese (Lione, n. 1956)
- Dominique Blanchar, attrice francese (Parigi, n. 1927 - Parigi, † 2018)
- Dominique Boschero, attrice cinematografica e ex modella francese (Parigi, n. 1937)
- Dominique Devenport, attrice, ballerina e modella svizzera (Lucerna, n. 1996)
- Dominique Dunne, attrice statunitense (Santa Monica, n. 1959 - Los Angeles, † 1982)
- Dominique Fishback, attrice e drammaturga statunitense (New York, n. 1991)
- Dominique Grund, attrice statunitense (Los Angeles, n. 1997)
- Dominique Laffin, attrice francese (Saint-Mandé, n. 1952 - Parigi, † 1985)
- Dominique Lavanant, attrice francese (Morlaix, n. 1944)
- Dominique McElligott, attrice irlandese (Dublino, n. 1986)
- Dominique Moore, attrice inglese (Londra, n. 1986)
- Dominique Reymond, attrice francese (Ginevra, n. 1957)
- Dominique Sanda, attrice francese (Parigi, n. 1951)
- Dominique Siassia, attrice tedesca (Osterburg, n. 1979)
- Dominique Swain, attrice statunitense (Malibù, n. 1980)
- Dominique Thorne, attrice statunitense (New York, n. 1997)
- Dominique Tipper, attrice e musicista britannica (Londra, n. 1988)

## Bassisti(1)
- Dominique Di Piazza, bassista francese (Lione, n. 1959)

## Botanici(3)
- Dominique Dupuy, botanico e zoologo francese (Lectoure, n. 1812 - Lectoure, † 1885)
- Dominique Alexandre Godron, botanico, geologo e speleologo francese (Hayange, n. 1807 - Nancy, † 1880)
- Dominique Villars, botanico francese (Le Noyer, n. 1745 - Strasburgo, † 1814)

## Calciatori(26)
- Dominique Aulanier, calciatore francese (Saint-Chamond, n. 1973 - Portiragnes, † 2020)
- Dominique Badji, calciatore senegalese (Dakar, n. 1992)
- Dominique Baratelli, ex calciatore francese (Nizza, n. 1947)
- Dominique Casagrande, ex calciatore francese (L'Union, n. 1971)
- Dominique Cina, ex calciatore svizzero (Salgesch, n. 1962)
- Dominique Colonna, calciatore e allenatore di calcio francese (Corte, n. 1928 - Corte, † 2023)
- Dominique D'Onofrio, calciatore e allenatore di calcio belga (Castelforte, n. 1953 - Buenos Aires, † 2016)
- Dominique Da Sylva, calciatore mauritano (Nouakchott, n. 1986)
- Dominique Dropsy, calciatore francese (Leuze, n. 1951 - Blanquefort, † 2015)
- Dominique Fred, calciatore vanuatuano (n. 1992)
- Dominique Guidi, calciatore francese (Porto Vecchio, n. 1996)
- Dominique Heintz, calciatore tedesco (Neustadt, n. 1993)
- Dominique Herr, ex calciatore svizzero (Basilea, n. 1965)
- Dominique Jean-Zéphirin, ex calciatore francese (Nizza, n. 1982)
- Dominique Kelsen, calciatore lussemburghese
- Dominique Kivuvu, ex calciatore olandese (Amsterdam, n. 1987)
- Dominique Lemoine, ex calciatore belga (Tournai, n. 1966)
- Dominique Malonga, ex calciatore francese (Châtenay-Malabry, n. 1989)
- Dominique Mocka, calciatore francese (Saint-Claude, n. 1978)
- Dominique Savio Nshuti, calciatore ruandese (n. 1997)
- Dominique Pandor, calciatore francese (La Trinité, n. 1993)
- Dominique Reyal, ex calciatore francese (n. 1982)
- Dominique Rocheteau, ex calciatore francese (Saintes, n. 1955)
- Dominique Rustichelli, calciatore francese (Marsiglia, n. 1934 - Parigi, † 1979)
- Dominique Taboga, ex calciatore austriaco (Vienna, n. 1982)
- Dominique Youfeigane, calciatore francese (Saint-Maurice, n. 2000)

## Calciatrici(3)
- Dominique Bond-Flasza, calciatrice giamaicana (New York, n. 1996)
- Dominique Bruinenberg, calciatrice olandese (Geffen, n. 1993)
- Dominique Janssen, calciatrice olandese (Horst aan de Maas, n. 1995)

## Cantanti(3)
- Dominique Dussault, cantante francese (n. 1954)
- Dominique Grange, cantante francese (Lione, n. 1940)
- Dominique van Hulst, cantante olandese (Eindhoven, n. 1981)

## Cantautori(1)
- Dominique A, cantautore e chitarrista francese (Provins, n. 1968)

## Cantautrici(2)
- Dillon, cantautrice e pianista brasiliana (San Paolo, n. 1988)
- Dominique Fils-Aimé, cantautrice canadese (Montréal, n. 1984)

## Cardinali(5)
- Dominique de Bonnefoy, cardinale spagnolo (Badalona - Spagna, † 1430)
- Dominique de La Rochefoucauld, cardinale, arcivescovo cattolico e abate francese (Saint-Chély-d'Apcher, n. 1712 - Münster, † 1800)
- Dominique Mamberti, cardinale e arcivescovo cattolico francese (Marrakech, n. 1952)
- Dominique Joseph Mathieu, cardinale e arcivescovo cattolico belga (Arlon, n. 1963)
- Dominique Serra, cardinale francese (Montpellier - Montpellier, † 1348)

## Cavalieri(1)
- Dominique Gardères, cavaliere francese (Biarritz, n. 1856)

## Cestiste(6)
- Dominique Allen, cestista britannica (Dudley, n. 1989)
- Dominique Canty, ex cestista statunitense (Chicago, n. 1977)
- Dominique Le Ray, ex cestista francese (Gaillac, n. 1952)
- Dominique Malonga, cestista camerunese (Yaoundé, n. 2005)
- Dominique Sinsoilliez, ex cestista francese (Talence, n. 1950)
- Dominique Tonnerre, ex cestista francese (Lorient, n. 1974)

## Cestisti(9)
- Dominique Archie, cestista statunitense (Augusta, n. 1987)
- Dominique Coleman, ex cestista statunitense (Oakland, n. 1984)
- Dominique Johnson, cestista statunitense (Detroit, n. 1987)
- Dominique Johnson, cestista tedesco (Bremerhaven, n. 1992)
- Dominique Jones, cestista statunitense (Lake Wales, n. 1988)
- Dominique Victor Jones, cestista statunitense (Harlem, n. 1988)
- Dominique Morrison, cestista statunitense (Kansas City, n. 1989)
- Dominique Rambo, ex cestista statunitense (Dallas, n. 1991)
- Dominique Sutton, cestista statunitense (Durham, n. 1986)

## Chitarristi(1)
- Dominique Gaumont, chitarrista francese (Saint-Mandé, n. 1953 - † 1983)

## Ciclisti su strada(4)
- Dominique Arnaud, ciclista su strada francese (Tarnos, n. 1955 - Dax, † 2016)
- Dominique Cornu, ex ciclista su strada e pistard belga (Beveren, n. 1985)
- Dominique Gaigne, ex ciclista su strada francese (Pacé, n. 1961)
- Dominique Rollin, ex ciclista su strada canadese (Boucherville, n. 1982)

## Comiche(1)
- Dominique Chalbot, comica francese (Guadalupa)

## Controtenori(1)
- Dominique Visse, controtenore francese (Lisieux, n. 1955)

## Cuochi(1)
- Dominique Ansel, pasticciere francese (Beauvais, n. 1978)

## Diplomatici(2)
- Dominique Busnot, diplomatico e religioso francese (Rouen, n. 1647 - † 1714)
- Dominique de Villepin, diplomatico, scrittore e avvocato francese (Rabat, n. 1953)

## Dirigenti d'azienda(1)
- Dominique de la Rochefoucauld-Montbel, dirigente d'azienda francese (Neuilly-sur-Seine, n. 1950)

## Dirigenti sportivi(1)
- Dominique Arnould, dirigente sportivo, ex ciclocrossista e ciclista su strada francese (Luxeuil-les-Bains, n. 1966)

## Economisti(2)
- Dominique Meyer, economista e direttore teatrale francese (Thann, n. 1955)
- Dominique Strauss-Kahn, economista e politico francese (Neuilly-sur-Seine, n. 1949)

## Egittologhe(1)
- Dominique Valbelle, egittologa e archeologa francese (Parigi, n. 1947)

## Etruscologi(1)
- Dominique Briquel, etruscologo, latinista e archeologo francese (Nancy, n. 1946)

## Filosofi(1)
- Dominique Lecourt, filosofo francese (Parigi, n. 1944 - Parigi, † 2022)

## Fotografi(1)
- Dominique Stroobant, fotografo e scultore belga (Anversa, n. 1947)

## Fumettisti(1)
- Dominique Hé, fumettista francese (Les Sables-d'Olonne, n. 1949)

## Generali(1)
- Dominique Louis Antoine Klein, generale francese (Blâmont, n. 1761 - Parigi, † 1845)

## Ginnaste(3)
- Dominique Dawes, ex ginnasta statunitense (Silver Spring, n. 1976)
- Dominique Moceanu, ex ginnasta statunitense (Hollywood, n. 1981)
- Dominique Pegg, ex ginnasta canadese (London, n. 1995)

## Ginnasti(1)
- Dominique Ravoux, ginnasta francese (Langeac, n. 1878 - Cambrai, † 1950)

## Giocatori di football americano(5)
- Dominique Easley, ex giocatore di football americano statunitense (New York, n. 1992)
- Dominique Hampton, giocatore di football americano statunitense (Atlanta, n. 2000)
- Raheem Mostert, giocatore di football americano statunitense (New Smyrna Beach, n. 1992)
- Dominique Robinson, giocatore di football americano statunitense (Canton, n. 1998)
- Dominique Rodgers-Cromartie, giocatore di football americano statunitense (Bradenton, n. 1986)

## Giornalisti(1)
- Dominique Lapierre, giornalista, scrittore e filantropo francese (Châtelaillon-Plage, n. 1931 - Sainte-Maxime, † 2022)

## Imprenditrici(1)
- Dominique Sénéquier, imprenditrice francese (Tolone, n. 1953)

## Karateka(1)
- Dominique Valera, karateka e kickboxer francese (Lione, n. 1947)

## Medici(1)
- Dominique Anel, medico francese (Tolosa, n. 1679 - Parigi, † 1730)

## Modelle(2)
- Dominique Darel, modella e attrice francese (Cannes, n. 1950 - Cannes, † 1978)
- Dominique Jackson, modella, attrice e scrittrice trinidadiana (Scarborough, n. 1975)

## Musicisti(2)
- Dominique Fillon, musicista francese (Le Mans, n. 1968)
- Dominique Nicolas, musicista, chitarrista e compositore francese (Parigi, n. 1958)

## Naturalisti(1)
- Dominique Pierrat, naturalista e ornitologo francese (Gerbamont, n. 1820 - Gerbamont, † 1893)

## Orologiai(1)
- Dominique Loiseau, orologiaio francese (Boulogne-Billancourt, n. 1949 - † 2013)

## Ostacolisti(1)
- Dominique Arnold, ex ostacolista statunitense (Compton, n. 1973)

## Pallavoliste(1)
- Dominique Lamb, ex pallavolista statunitense (Phoenix, n. 1985)

## Pallavolisti(1)
- Dominique Daquin, pallavolista francese (Le Robert, n. 1972)

## Piloti motociclistici(2)
- Dominique Aegerter, pilota motociclistico svizzero (Rohrbach, n. 1990)
- Dominique Sarron, pilota motociclistico francese (Riom, n. 1959)

## Pittori(2)
- Dominique Antoine Magaud, pittore francese (Marsiglia, n. 1817 - Marsiglia, † 1899)
- Dominique Papety, pittore francese (Marsiglia, n. 1815 - Marsiglia, † 1849)

## Politiche(2)
- Dominique Bilde, politica francese (Nancy, n. 1953)
- Dominique Voynet, politica francese (Montbéliard, n. 1958)

## Politici(4)
- Dominique Bucchini, politico francese (Sartène, n. 1943)
- Dominique Dord, politico francese (Chambéry, n. 1959)
- Dominique Mbonyumutwa, politico ruandese (n. 1921 - Bruxelles, † 1986)
- Dominique Perben, politico francese (Lione, n. 1945)

## Presbiteri(1)
- Dominique Barthélemy, presbitero francese (Pallet, n. 1921 - Friburgo, † 2002)

## Profumieri(1)
- Dominique Ropion, profumiere francese

## Rapper(1)
- Lil Baby, rapper e cantante statunitense (Atlanta, n. 1994)

## Registe(1)
- Dominique Abel, regista e scrittrice francese (Lamastre, n. 1962)

## Registi(3)
- Dominique Deruddere, regista, sceneggiatore e attore belga (Turnhout, n. 1957)
- Dominique Farrugia, regista, attore e produttore cinematografico francese (Vichy, n. 1962)
- Dominique Othenin-Girard, regista e sceneggiatore svizzero (Le Locle, n. 1958)

## Religiosi(2)
- Dominique Dubarle, religioso e filosofo francese (Biviers, n. 1907 - Parigi, † 1987)
- Dominique Pire, religioso belga (Dinant, n. 1910 - Lovanio, † 1969)

## Rugbisti a 15(1)
- Dominique Erbani, ex rugbista a 15 e dirigente sportivo francese (Eymet, n. 1956)

## Saggisti(1)
- Dominique Venner, saggista, storico e militare francese (Parigi, n. 1935 - Parigi, † 2013)

## Sceneggiatori(1)
- Dominique Mézerette, sceneggiatore francese (XVIII arrondissement di Parigi, n. 1955 - Bagnolet, † 2016)

## Sciatrici alpine(2)
- Dominique Gisin, ex sciatrice alpina svizzera (Visp, n. 1985)
- Dominique Mathieux, ex sciatrice alpina francese (n. 1950)

## Sciatrici freestyle(1)
- Dominique Ohaco, sciatrice freestyle cilena (Las Condes, n. 1995)

## Scrittori(3)
- Dominique Baudis, scrittore, giornalista e politico francese (Parigi, n. 1947 - Parigi, † 2014)
- Vivant Denon, scrittore, incisore e storico dell'arte francese (Chalon-sur-Saône, n. 1747 - Parigi, † 1825)
- Dominique Fernandez, scrittore francese (Neuilly-sur-Seine, n. 1929)

## Scrittrici(3)
- Dominique Bona, scrittrice francese (Perpignano, n. 1953)
- Dominique Manotti, scrittrice francese (Parigi, n. 1942)
- Dominique Rolin, scrittrice belga (Bruxelles, n. 1913 - Parigi, † 2012)

## Sociologhe(1)
- Dominique Schnapper, sociologa e politologa francese (Parigi, n. 1934)

## Stilisti(1)
- Dominique van Dijk, stilista e ex calciatore olandese (Groninga, n. 1979)

## Storici(2)
- Dominique Avon, storico, scrittore e giornalista francese (Gand, n. 1968)
- Dominique Sourdel, storico e scrittore francese (Pont-Sainte-Maxence, n. 1921 - † 2014)

## Tenniste(2)
- Dominique Beillan, ex tennista francese (n. 1955)
- Dominique Monami, ex tennista belga (Verviers, n. 1973)

## Tennisti(1)
- Dominique Bedel, ex tennista francese (Casablanca, n. 1957)

## Velocisti(2)
- Dominique Canti, ex velocista sammarinese (n. 1967)
- Dominique Chauvelot, ex velocista francese (Héricourt, n. 1952)

## Vescovi cattolici(12)
- Dominique Blanchet, vescovo cattolico francese (Cholet, n. 1966)
- Dominique Hoàng Minh Tiến, vescovo cattolico vietnamita (Bảo Lộc, n. 1969)
- Dominique Hoàng Văn Đoàn, vescovo cattolico vietnamita (Trà Lũ Đoài, n. 1912 - Quy Nhơn, † 1974)
- Dominique Marie Hồ Ngọc Cẩn, vescovo cattolico vietnamita (Ba Châu, n. 1876 - Bùi Chu, † 1948)
- Dominique Marie Lê Hữu Cung, vescovo cattolico vietnamita (Xuân Phương, n. 1898 - Bùi Chu, † 1987)
- Dominique Nguyễn Chu Trinh, vescovo cattolico vietnamita (Phú Nhai, n. 1940)
- Dominique Nguyễn Văn Lãng, vescovo cattolico vietnamita (Đại Xuân, n. 1921 - Hố Nai, † 1988)
- Dominique Nguyễn Văn Mạnh, vescovo cattolico vietnamita (Cần Thơ, n. 1955)
- Dominique Rey, vescovo cattolico francese (Saint-Étienne, n. 1952)
- Dominique Marie Varlet, vescovo cattolico francese (Parigi, n. 1678 - Rijnwijk, † 1742)
- Dominique Marie Đinh Đức Trụ, vescovo cattolico vietnamita (Xuân Phương, n. 1909 - † 1982)
- Dominique Đặng Văn Cầu, vescovo cattolico vietnamita (Đông Giang, n. 1962)

## Zoologi(1)
- Dominique Auguste Lereboullet, zoologo e medico francese (Épinal, n. 1804 - Strasburgo, † 1865)

## Senza attività specificata(6)
- Dominique Bosshart, ex taekwondoka canadese (Morges, n. 1977)
- Dominique Green, statunitense (Houston, n. 1974 - Huntsville, † 2004)
- Dominique Khalfouni, ex ballerina francese (Charenton-le-Pont, n. 1951)
- Dominique Maltais, ex snowboarder canadese (Petite-Rivière-Saint-François, n. 1980)
- Dominique Peccatte, archettaio francese (Mirecourt, n. 1810 - Mirecourt, † 1874)
- Dominique Phinot, francese (n. 1510 - † 1556)